# Aeolis Serpens
L'Aeolis Serpens è una struttura geologica della superficie di Marte.